# Team management
Il team management, o gestione di squadra, è l'attività di coordinamento delle azioni di un gruppo di persone, finalizzata allo svolgimento di specifici compiti e al raggiungimento di obiettivi prefissati.
Nel team management, il ruolo centrale è ricoperto dal team manager o team leader, le cui responsabilità vanno oltre quelle tipicamente assegnate a un “capo squadra”, figura con un ruolo prevalentemente operativo. Infatti, il team leader occupa una posizione lavorativa di livello superiore, con funzioni più ampie di gestione e coordinamento del gruppo.
La gestione del team comprende diverse responsabilità e richiede un ampio insieme di competenze: organizzazione del lavoro di squadra, comunicazione efficace, definizione degli obiettivi, valutazione dei risultati ottenuti e delle prestazioni del gruppo, nonché l'identificazione tempestiva dei problemi e la prevenzione e risoluzione dei conflitti all'interno del team.
Un leader efficace deve saper ispirare e motivare i membri del team, valorizzandone il potenziale e guidandoli verso il raggiungimento di obiettivi comuni. Il team manager ha il compito di fornire una direzione chiara, assegnare responsabilità in modo efficiente e promuovere la collaborazione all’interno del gruppo, creando un ambiente di lavoro positivo che favorisca sia lo sviluppo delle competenze individuali sia il raggiungimento di elevate prestazioni.
Esistono diversi metodi e stili di leadership che un team manager può adottare per costruire un team efficace e incrementarne la produttività.

## Elementi di una squadra efficace e di successo
Secondo Patrick Lencioni, autore del libro The Four Traits of Healthy Teams, i quattro ingredienti fondamentali per guidare una squadra di successo sono: una leadership coesa, una comunicazione efficace, obiettivi condivisi e ruoli e responsabilità chiaramente definiti.

### Leadership coesa
In qualsiasi team risulta vitale la coesione tra il leader, i manager soprastanti e il personale operativo. A livello superiore, una leadership coesa significa che i vari team leader riescono ad agire insieme come una sola unità e a prendere decisioni come un gruppo, non come singoli team. Ciò garantisce che i team procedano in un’unica direzione, evitando movimenti non coordinati. Una leadership coesa richiede ai team leader di possedere forti capacità comunicative e ai manager di saper coordinare efficacemente le attività dei vari team leader.

### Comunicazione efficace
Deve esistere un canale di comunicazione efficace sia dall’alto verso il basso della catena di comando, sia in senso inverso. Un canale di comunicazione efficiente consente di trasferire i messaggi in modo accurato e tempestivo al destinatario previsto, accelerando così i processi decisionali e le operazioni del team. Inoltre, una comunicazione efficace aumenta la flessibilità dell’organizzazione, rendendola meno vulnerabile ai cambiamenti dell’ambiente esterno. Questo avviene perché un processo decisionale più rapido offre all’organizzazione un periodo di tempo maggiore per adattarsi ai cambiamenti e per impostare ed eseguire piani di emergenza.

### Obiettivi comuni
Quando i membri di un team si incontrano per la prima volta, possono avere idee diverse; tuttavia, la chiave per creare un team di successo è l’allineamento degli obiettivi comuni. È fondamentale che il team leader definisca un obiettivo condiviso che l’intera squadra sia disposta a perseguire. In questo modo, tutti i membri si impegneranno attivamente per raggiungerlo. In assenza di un obiettivo comune, i membri che non attribuiscono importanza a uno degli obiettivi rischiano di sentirsi poco motivati a dedicare il proprio massimo sforzo, compromettendo così il successo del progetto. Inoltre, alcuni potrebbero rivolgere la propria attenzione ad altri compiti, a causa della mancanza di interesse o rilevanza rispetto all’obiettivo stabilito.

### Ruoli e responsabilità definiti del team
I ruoli mal definiti rappresentano spesso il principale ostacolo al successo di una squadra. Quando i membri del team non hanno chiarezza riguardo al proprio ruolo, il loro contributo complessivo risulta limitato. Per questo motivo, è responsabilità del leader definire con precisione i ruoli e le responsabilità di ciascun individuo all’interno del gruppo, garantendo che il team operi come un’unità coesa e integrata.
In una squadra di successo, un Team Leader inizia valutando la missione del gruppo per comprendere ciò che è necessario per portare a termine il compito. Successivamente, generalmente attraverso incontri con i vari membri del team, identifica i punti di forza e di debolezza di ciascuno e assegna i ruoli di conseguenza. Infine, si assicura che tutti i membri conoscano chiaramente le rispettive responsabilità, al fine di evitare confusioni e favorire un canale di comunicazione efficace.

## Metodi di gestione del team

### "Comando e controllo"
Il metodo "Command and Control" è il più datato, ma rimane ancora oggi tra i più utilizzati nelle organizzazioni. Questo modello si ispira al concetto di gestione militare di un gruppo di persone ed è stato comunemente associato alle aziende del settore privato nel XX secolo, sebbene fosse impiegato anche nel settore pubblico. . In questo metodo, il responsabile del coordinamento del gruppo (manager, caposquadra, ecc.) gestisce essenzialmente due ambiti di intervento. Il primo è il comando, che consiste nell’imporre obblighi o divieti verso i sottoposti, legittimati dall’autorità conferita al responsabile a qualsiasi titolo. Il secondo è il controllo, che riguarda il monitoraggio delle attività svolte dalle persone soggette al comando, al fine di assicurare l’effettivo rispetto delle direttive impartite. Tale monitoraggio può avvalersi anche di metodi coercitivi.
Questo metodo di gestione delle persone presenta diversi inconvenienti ed è stato oggetto di critiche negli ultimi anni, tanto che alcuni autori ne suggeriscono l’abbandono, considerandolo uno stereotipo da cui i nuovi manager devono liberarsi. Infatti, l’aspettativa di detenere autorità sui propri sottoposti spesso non corrisponde alla realtà: per guidare efficacemente un gruppo, la caratteristica fondamentale è l’autorevolezza. Quest’ultima si costruisce dimostrando credibilità sia verso i subordinati, sia verso i pari livello e i superiori, ottenendo il loro rispetto e generando una rete di relazioni solide basate sull’interdipendenza reciproca. Questo processo si rivela più efficace nel raggiungimento degli obiettivi rispetto al semplice impartire direttive da rispettare alla lettera.Un ulteriore aspetto da considerare è che le persone tendono a mal digerire il controllo diretto di una figura autoritaria e, anche quando ottengono obbedienza, il risultato è spesso un gruppo di sottoposti che eseguono passivamente senza mostrare proattività o impegno. La motivazione, quindi, dovrebbe essere privilegiata rispetto all’obbedienza per massimizzare i risultati.
Infine, nelle organizzazioni moderne i ruoli sono spesso specializzati, per cui i manager dovrebbero valorizzare l’esperienza dei dipendenti. Inoltre, nelle grandi organizzazioni, i manager non hanno il tempo di fornire istruzioni e monitorare continuamente tutti i dipendenti, poiché ciò comprometterebbe la loro capacità di concentrarsi sulle responsabilità principali.
Le priorità per i leader che intendono superare la metodologia del "Command and Control" consistono nell’ispirare i propri collaboratori, fornendo loro un senso di scopo nelle attività svolte e coinvolgendoli attraverso la spiegazione delle ragioni che motivano i compiti assegnati. In questo modo, i membri del team sono in grado di agire in modo proattivo e di adattarsi efficacemente ai cambiamenti del mercato o dell’ambiente competitivo. Inoltre, i manager dovrebbero mostrarsi autentici, promuovendo trasparenza e fiducia all’interno del gruppo.
Tuttavia, è importante sottolineare che il recente spostamento del consenso verso modelli di leadership partecipativi è stato a sua volta oggetto di critiche da parte di alcuni esperti, i quali sostengono che il metodo "Command and Control" rimanga preferibile in determinate situazioni.
Ad esempio, il modello Vroom-Yetton-Jago propone un albero decisionale che, in alcuni casi, indica il modello "Autocratico" come la scelta ottimale per il processo decisionale.

### "Coinvolgi e crea"
A causa delle limitazioni e dell’inefficacia del metodo "Command and Control", i manager hanno sviluppato una strategia gestionale alternativa nota come "Engage and Create". In questo approccio, i membri del team sono incoraggiati a partecipare attivamente alle discussioni e a contribuire con le proprie idee. Inoltre, viene promosso lo scambio e l’interazione tra i membri per creare un più forte senso di lavoro di squadra e unità. Questo processo favorisce una maggiore produttività e responsabilizzazione individuale, guidando così il team verso il successo.

### "Econ 101"
Nel metodo di gestione del team noto come "Econ 101", il leader presuppone che tutti i membri siano motivati principalmente da ricompense monetarie, e che il modo più efficace per gestire il team sia fornire premi finanziari. Questo approccio utilizza incentivi materiali in sostituzione della motivazione intrinseca per guidare i membri del gruppo. Tale metodo richiama la teoria di Taylor sulla gestione scientifica, secondo cui la principale forma di motivazione per i dipendenti è il denaro.
Il principale svantaggio di questo metodo è che ignora altre forme di motivazione, quali la soddisfazione personale e l’ambizione. Inoltre, l’uso esclusivo di ricompense e punizioni come strumenti di gestione può portare a demotivazione, poiché i membri del team sono spinti da fattori diversi e non esiste un unico modo per soddisfare tutti. L’effetto negativo è ulteriormente accentuato dall’impiego delle punizioni, che possono generare demoralizzazione e perdita di fiducia.

## Problemi nella gestione del team
Nel libro Le cinque disfunzioni di un team di Patrick Lencioni, una delle cause principali di fallimento di un team è la mancanza di fiducia derivante dalla paura di mostrarsi vulnerabili. Questo accade quando i membri del team non si sentono sicuri nell’ammettere le proprie debolezze e difficoltà, impedendo loro di affidarsi reciprocamente per chiedere aiuto o riconoscere i propri errori. Una diffusa assenza di fiducia all’interno del gruppo risulta dannosa per la squadra stessa.I team leader devono essere disposti a mostrare le proprie vulnerabilità e incoraggiare gli altri membri a fare altrettanto, creando un clima di fiducia e trasparenza. Sebbene questo approccio possa sembrare controintuitivo rispetto alla credenza comune che si debbano sempre nascondere le debolezze, è invece fondamentale per il miglioramento continuo.Quando manca la fiducia, i membri del team tendono a non condividere idee migliorative né a riconoscere i propri difetti, per paura di essere giudicati incompetenti. Ciò genera una scarsa comunicazione e un forte pregiudizio che compromette la qualità del lavoro di squadra.

### Paura del conflitto
Contrariamente alla credenza comune, il conflitto rappresenta un elemento positivo all’interno di una squadra, in quanto stimola la discussione e il confronto costruttivo. La paura del conflitto si manifesta quando i membri del team evitano di discutere tra loro o di esprimere dissenso nei confronti del team leader. Se i membri si trattengono per paura di confrontarsi con il leader o con i colleghi, il vero concetto di squadra viene meno, poiché solo una persona contribuisce attivamente e non si generano nuove idee attraverso il dibattito.
La paura del conflitto in una squadra deriva spesso da una mancanza di fiducia, in particolare della fiducia fondata sulla vulnerabilità. Quando i membri del team temono di mostrarsi vulnerabili gli uni di fronte agli altri, le controversie rischiano di diventare manipolative e finalizzate a screditare o umiliare gli altri. Al contrario, se i membri si fidano reciprocamente e si sentono a proprio agio nel manifestare le proprie vulnerabilità, i dibattiti possono trasformarsi in un terreno fertile per il confronto costruttivo, volto a individuare metodi più efficaci per il raggiungimento degli obiettivi.
Tuttavia, come evidenziato nel paragrafo precedente, pur riconoscendo l’importanza della trasparenza e della vulnerabilità, è fondamentale evitare che ciò degeneri in una copertura omertosa delle responsabilità o nello spostamento delle cause al di fuori dell’ambito del team.

### Mancanza di impegno
Quando i membri del team non forniscono input su una decisione, ciò indica spesso disaccordo e mancata approvazione, causando un arresto delle attività e dei progressi della squadra. Inoltre, il mancato contributo di opinioni può comportare la perdita di idee potenzialmente preziose, compromettendo sia il progetto sia l’azienda nel suo complesso.

### Prevenzione della responsabilità
Evitare la responsabilità in una squadra si manifesta come l’incapacità dei membri di assumersi le conseguenze delle proprie azioni. Quando i membri del team non si impegnano attivamente nelle decisioni, tendono a non assumersi la responsabilità dei risultati derivanti da tali scelte.
Inoltre, in presenza di una mancanza di fiducia all’interno del gruppo, si verifica anche un’assenza di responsabilità tra pari: i membri non si sentono responsabili l’uno verso l’altro e, di conseguenza, non si impegnano pienamente nei propri compiti. Per questo motivo, è fondamentale che il team sviluppi fiducia reciproca e si consideri responsabile collettivamente, affinché ogni azione sia orientata al beneficio comune e al successo della squadra.
I capi squadra che temono il confronto possono evitare di ritenere responsabili i membri del team quando questi commettono errori. Tuttavia, i leader devono sviluppare la fiducia necessaria per chiedere responsabilità, in modo che i membri si sentano coinvolti e legittimati all’interno della squadra, imparando dai propri sbagli. In assenza di questo approccio, gli errori rischiano di non essere corretti, generando problemi più gravi e compromettendo la funzionalità del team.

### Disattenzione ai risultati
Se leader e membri del team non si ritengono reciprocamente responsabili, non avranno una reale preoccupazione per il risultato finale né per il raggiungimento degli obiettivi comuni, poiché manca loro la motivazione a conseguire risultati eccellenti. Questa disattenzione verso i risultati genera una perdita di scopo condiviso e mette in discussione la stessa esistenza del team.

## Risoluzione dei problemi attraverso la gestione del team

### Costruire la fiducia
Un approccio efficace per risolvere i problemi di fiducia fondamentali all’interno di un team consiste nel costruire fiducia reciproca tra i membri. Il caposquadra può favorire questo processo incoraggiando i membri a porre domande e a chiedere aiuto agli altri, in modo che si sentano più familiari e a proprio agio nell’esprimere vulnerabilità. Domande come "Potresti insegnarmi come fare questo?" o "Sei più esperto di me in questo ambito" facilitano l’instaurarsi di un clima di apertura e collaborazione. Tuttavia, per instaurare una fiducia basata sulla vulnerabilità, è essenziale che il leader si mostri vulnerabile per primo; se il leader non è disposto a farlo, nessun altro membro del team sarà incline a seguirne l’esempio.

### Perizie
Le valutazioni rappresentano un importante strumento per consentire ai membri del team di fornire feedback reciproco e di offrire consulenza al leader. Questo processo permette a ciascun membro di riflettere sulle proprie prestazioni e di migliorare correggendo gli errori. Inoltre, le valutazioni contribuiscono a creare un ambiente in cui la tradizionale catena di comando si attenua, favorendo un clima di onestà e trasparenza tra i membri. Un sistema di feedback efficace consente al team di fornire valutazioni costruttive e di suggerire al leader modalità di miglioramento della propria leadership. Una volta ricevute le valutazioni, ogni membro può comprendere come affinare le proprie competenze, favorendo il raggiungimento degli obiettivi comuni. Le forme più diffuse di valutazione includono le valutazioni delle prestazioni individuali, le valutazioni tra pari e il feedback a 360 gradi.

### Attività di team building
Le attività di team building consistono in una serie di esercizi semplici volti a migliorare il lavoro di squadra e la comunicazione tra i membri. Gli obiettivi principali di tali attività sono aumentare la fiducia reciproca e facilitare una migliore comprensione tra i componenti del team. Nel selezionare o progettare attività di team building, è importante valutare se il gruppo necessiti di un evento singolo o di un’esperienza più strutturata. In generale, un evento è un momento di divertimento, breve e facilmente organizzabile anche da non professionisti. Al contrario, le esperienze di team building tendono a produrre risultati più profondi e duraturi e dovrebbero essere facilitate da un professionista, idealmente su base annuale, soprattutto per team in fase di crescita o di cambiamento.

#### Back to Back Drawing
Il gioco "Back to Back" è un’attività di team building in cui due membri del team siedono schiena contro schiena. A uno dei due viene consegnata un’immagine, mentre l’altro riceve un foglio bianco. Il membro con l’immagine deve descrivere verbalmente all’altro ciò che vede, mentre quest’ultimo cerca di riprodurre il disegno sulla base delle indicazioni ricevute. Al termine dell’attività, i due confrontano l’immagine originale con il disegno realizzato per valutare quanto siano simili. Questo esercizio ha l’obiettivo di migliorare la comunicazione verbale e l’ascolto attivo tra i membri del team.

#### Il nodo umano
Il gioco del nodo umano è un’attività di team building in cui i membri del team si dispongono in cerchio e afferrano le mani di altri partecipanti che non sono immediatamente vicini a loro. L’obiettivo è districare il nodo formato dalle mani intrecciate, riportando il gruppo a una forma circolare senza che nessuno perda la presa. Questa attività, attraverso il contatto fisico, aiuta i membri a sentirsi più a loro agio l’uno con l’altro e favorisce lo sviluppo della fiducia. Inoltre, il gioco stimola la comunicazione verbale e non verbale, consentendo al team di identificare quali modalità di comunicazione risultano più efficaci per la collaborazione.

## Stili di leadership nella gestione del team

### Autocratico
I leader autocratici prendono decisioni senza consultare i dipendenti o altri membri del team, detenendo un’autorità assoluta sulla squadra. Si prevede che i membri obbediscano e rispettino le decisioni prese dal leader senza discuterle. Questo stile di leadership si basa su una comunicazione unidirezionale, in cui il leader istruisce i membri del team senza attendersi feedback in risposta. Il principale vantaggio di questo approccio è la rapidità decisionale, particolarmente utile in situazioni di crisi, poiché coinvolgere tutti i membri del team nelle decisioni potrebbe risultare troppo lungo e poco pratico. Tuttavia, tale metodo può generare una dipendenza eccessiva dal leader, in quanto tutte le decisioni sono centralizzate, e può anche abbassare il morale della squadra, poiché le opinioni e i contributi dei membri non vengono valorizzati.

### Democratico
I leader democratici coinvolgono i dipendenti nel processo decisionale, adottando un approccio di comunicazione bidirezionale che consente ai membri del team di fornire input ed esprimere opinioni oltre a ricevere le istruzioni del leader. Questo stile richiede ai team leader eccellenti capacità comunicative, sia per chiarire le aspettative sia per ascoltare e comprendere le preoccupazioni dei membri.
Il vantaggio principale di questo approccio è che i membri del team si sentono valorizzati e partecipi, con un conseguente aumento della motivazione e della produttività complessiva. Tuttavia, a causa del coinvolgimento di più persone, il processo decisionale può risultare meno immediato rispetto ad altri stili di leadership.

### Liberismo
Il modello di leadership Laissez-faire prevede che il caposquadra permetta ai membri del team di svolgere i propri compiti in autonomia e secondo i propri ritmi, con minima o nulla supervisione e controllo. Questo stile si adatta particolarmente a team di progettazione o pubblicità, dove flessibilità e libertà favoriscono un ambiente creativo, generando risultati positivi. Il principale vantaggio del laissez-faire è che consente ai membri del team che preferiscono non essere rigidamente controllati di esprimere al meglio il proprio potenziale in un contesto di autonomia. Tuttavia, l’assenza di supervisione può portare a scarse valutazioni delle prestazioni e a un impegno ridotto da parte dei membri, che potrebbero non lavorare con la stessa dedizione in assenza di un’autorità diretta.

### Transazionale
La leadership transazionale è lo stile più diffuso tra i vari modelli di leadership. Il rapporto tra leader e membri del team si basa sulla conformità: i membri eseguono ciò che viene richiesto dal manager. Il leader transazionale utilizza un sistema di premi e punizioni per garantire questa conformità, ottenendo risultati stabili ma generalmente di livello medio.
- socionics
- economia